# Öga mot öga
Öga mot öga (engelska: At Close Range) är en amerikansk långfilm från 1986 i regi av James Foley, med Sean Penn, Christopher Walken, Mary Stuart Masterson och Chris Penn i rollerna. Madonnas hitlåt "Live to Tell" skrevs för denna film.

## Handling
Filmen handlar om den unga killen Brad (Sean Penn). Brad drömmer om ett bättre liv, att få mycket pengar, snabba bilar och tjejer. När han börjar umgås med sin pappa (Christopher Walken), som egentligen övergett honom, får han allt han drömmer om, tills det går över styr. 

## Rollista
| Sean Penn             | – Brad Whitewood Jr.    |
| Christopher Walken    | – Brad Whitewood Sr.    |
| Mary Stuart Masterson | – Terry                 |
| Chris Penn            | – Tommy Whitewood       |
| Millie Perkins        | – Julie                 |
| Eileen Ryan           | – Grandma               |
| Tracey Walter         | – Uncle Patch Whitewood |
| R.D. Call             | – Dickie                |
| David Strathairn      | – Tony Pine             |
| J.C. Quinn            | – Boyd                  |
| Candy Clark           | – Mary Sue              |
| Jake Dengel           | – Lester                |
| Kiefer Sutherland     | – Tim                   |
| Stephen Geoffreys     | – Aggie                 |
| Crispin Glover        | – Lucas                 |